# 니콜라 투르나
니콜라 투르나(프랑스어: Nicolas Tournat, 1994년 4월 5일~)는 프랑스의 핸드볼 선수로 포지션은 피벗이다. 현재 LNH 디비지옹 1의 HBC 낭트 소속으로 뛰고 있으며 이전에는 폴란드 수페르리가의 비베 키엘체 소속으로 뛰었다. 
프랑스 국가대표팀의 일원이며, 2020년 하계 올림픽에서 금메달을 획득했으며, 2024년 유럽 선수권 대회에서 금메달, 2018년 유럽 선수권 대회에서 동메달을 획득했다.